# Bongo Comics
Bongo Comics è stata una casa editrice statunitense specializzata in fumetti e fondata nel 1993 da Matt Groening insieme a Steve e Cindy Vance e Bill Morrison. Ha pubblicato diverse serie a fumetti relative alle serie animate I Simpson e Futurama, oltre a distribuire quella tratta da SpongeBob e a stampare materiale originale. Deve il suo nome a Bongo, uno dei conigli del fumetto di Groening Life in Hell.
Ebbe anche una controparte rivolta ad un pubblico più maturo, denominata Zongo Comics.

## Storia

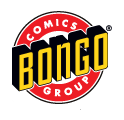
Il logo originale utilizzato dal 1993 al 2012

Groening fondò Bongo Comics nel 1993 dopo aver riscontrato una mancanza di serie a fumetti divertenti all'epoca:
La casa editrice pubblicò inizialmente 4 serie: i bimensili Simpsons Comics e Radioactive Man Vol. 1 ed i quadrimestrali Itchy & Scratchy Comics e Bartman. Groening sperava che Bongo rivitalizzasse il mondo dell'editoria a fumetti e tenne delle discussioni per pubblicare dei crossover con personaggi tratti da altre case editrici. I fumetti raccontavano delle storie completamente originali anziché adattare semplicemente gli episodi delle serie animate, sebbene nel 2011 l'editore Bill Morrison spiegò che tali storie si adattavano alla continuity dello show televisivo.
Nel 2000 venne lanciata la serie Futurama Comics, basata sull'omonimo cartone animato.
Nel 2012 Bongo Comics ebbe un cambiamento sia nel logo sia nel direttore creativo, con Nathan Kane promosso internamente in sostituzione di Bill Morrison, che abbandonò il gruppo.
Nel luglio 2018, durante il San Diego Comic-Con International, venne annunciata la chiusura della casa editrice nel mese di ottobre. Il numero 245 di Simpsons Comics è stato l'ultimo albo pubblicato da Bongo Comics.

## Serie a fumetti pubblicate
- Simpsons Comics (1993–2018) - 245 numeri
- Bartman (1993–1995) - 6 numeri
- Itchy & Scratchy Comics (1993–1994) - 4 numeri
- Radioactive Man Vol. 1 (1993–1994) - 6 numeri
- Krusty Comics (1995) - 3 numeri
- Bart Simpson's Treehouse of Horror (1995–2017) 23 numeri
- Roswell, Little Green Man (1996–1999) - 6 numeri
- Hopster's Tracks (1998) - 2 numeri
- Bart Simpson (2000–2016) - 100 numeri
- Futurama Comics (2000–2017) - 83 numeri
- Radioactive Man Vol. 2 (2000–2004) - 9 numeri
- Futurama Simpsons Infinitely Secret Crossover Crisis (2002–2003) - 2 numeri
- The Simpsons Futurama Crossover Crisis II (2005) - 2 numeri
- Heroes Anonymous (2003–2004) - 6 numeri
- Simpsons Classics (2004–2011) - 30 numeri
- Simpsons Super Spectacular (2005–2012) - 16 numeri
- Bongo Comics Free-For-All (2006–2018) - 13 numeri
- The Simpsons Winter Wingding (2006–2015) - 10 numeri
- The Simpsons Summer Shindig (2007–2015) - 9 numeri
- Comic Book Guy: The Comic Book (2010) - 5 numeri
- SpongeBob Comics (2011–2018) - 85 numeri (distribuzione, serie pubblicata dalla United Plankton Pictures)
- SpongeBob Comics Annual-Size Super-Giant Swimtacular (2013–2018) - 6 numeri (distribuzione, serie pubblicata dalla United Plankton Pictures)
- Sergio Aragonés Funnies (2011–2014) - 12 numeri
- Simpsons Illustrated (2012–2017) - 28 numeri
- Simpsons One-Shot Wonders (2012–2014) 8 numeri
- Mylo Xyloto (2012) - 6 numeri (serie ispirata all'omonimo album dei Coldplay)